# Саундтреки до трилогії «Хоббіт»
Музику до серії фільмів «Хоббіт» написав і спродюсував Говард Шор, який написав музику до всіх трьох фільмів «Володар перснів», до якого трилогія «Хоббіт» є приквелом. Музика продовжує стиль партитури «Володаря перснів» і використовує величезний ансамбль, численні музичні форми та стилі, велику кількість лейтмотивів і різноманітних незвичайних інструментів, додаючи до загальної музики Шора фільмів про Середзем’я.
Шор написав понад дев'ять годин музики, включаючи 65 нових музичних тем і переспіви 50 тем з «Володар перснів». Шор написав та оркестрував музику для величезного ансамблю, що складається з великого симфонічного оркестру, численних хорів і декількох вокальних солістів.
Хоча партитура Шора не була настільки успішною, як його композиції до «Володар перснів», вона мала фінансовий успіх, потрапивши до першої десятки альбомних чартів у багатьох країнах, здобувши різні номінації на нагороди, а його обробка мелодії «Misty Mountains» стала дуже популярною. Відтоді партитура виконується як симфонічний твір у чотирьох частинах для оркестру та соліста. Про партитуру та її постановку було знято годинний документальний фільм, присвячений залаштунковим особливостям «The Desolation of Smaug», а також спеціальну книгу музикознавця Даґа Адамса, яка вийшла наприкінці 2017 року.
З цими трьома партитурами, доданими до музики серії фільмів «Володар перснів», Говард Шор написав понад 160 лейтмотивів до фільмів про Середзем'я, створивши на сьогодні найбільшу колекцію тем в історії кінематографа та одну з найбільших колекцій для будь-якого циклу музичних творів.

## Несподівана подорож
Музикальні композиції до «Хоббіт: Несподівана подорож» вийшли у розширеній дводисковій формі, пропонуючи понад дві години музики на кожному з них, а також примітки Даґа Адамса. Музика здебільшого представлена так, як вона звучить у фільмі, але деякі твори були відредаговані, щоб покращити враження від прослуховування і перетворити їх на щось більш схоже на концертну програму. Музика до трейлера «Хоббіт: Несподівана подорож» вийшла безкоштовно завдяки компанії New Line.
Альбом саундтреків вийшов 11 грудня 2012 року. Він вийшов як у стандартному, так і спеціальному виданні, причому обидва виходили у форматі 2-дискового видання. The Geeks of Doom прокоментували, що Шор, який записав саундтрек на студіях Abbey Road Studios і AIR Lyndhurst в Лондоні, повторно використав деякі «магічні музичні мотиви» зі своєї музики для саундтреку до «Володар перснів», але він «використовує свої усталені теми, щоб розпочати абсолютно оригінальну звукову пригоду з оптимістичними та похмурими поворотами, вірними спільному баченню Джексона і Толкіна».
Саундтрек був виконаний Лондонським філармонічним оркестром, London Voices та хором Tiffin' boy, а також вокальними та інструментальними солістами, зокрема, сопрано Кларою Санабрас, Річардом Армітеджем у ролі актора та Нілом Фінном, який виконав пісню на фінальних титрах.

### Композиції

#### Театральне видання
| Диск 1 | Диск 1                 | Диск 1     |
| #      | Назва                  | Тривалість |
| ------ | ---------------------- | ---------- |
| 1.     | «My Dear Frodo»        | 8:04       |
| 2.     | «Old Friends»          | 4:29       |
| 3.     | «An Unexpected Party»  | 3:52       |
| 4.     | «Axe or Sword?»        | 5:59       |
| 5.     | «Misty Mountains»      | 1:42       |
| 6.     | «The Adventure Begins» | 2:06       |
| 7.     | «The World is Ahead»   | 2:18       |
| 8.     | «An Ancient Enemy»     | 4:58       |
| 9.     | «Radagast the Brown»   | 4:54       |
| 10.    | «Roast Mutton»         | 4:03       |
| 11.    | «A Troll-Hoard»        | 2:39       |
| 12.    | «The Hill of Sorcery»  | 3:51       |
| 13.    | «Warg-Scouts»          | 3:05       |

| #   | Назва                         | Тривалість |
| --- | ----------------------------- | ---------- |
| 1.  | «The Hidden Valley»           | 3:50       |
| 2.  | «Moon Runes»                  | 3:20       |
| 3.  | «The Defiler»                 | 1:15       |
| 4.  | «The White Council»           | 7:20       |
| 5.  | «Over Hill»                   | 3:43       |
| 6.  | «A Thunder Battle»            | 3:55       |
| 7.  | «Under Hill»                  | 1:54       |
| 8.  | «Riddles in the Dark»         | 5:22       |
| 9.  | «Brass Buttons»               | 7:38       |
| 10. | «Out of the Frying-Pan»       | 5:54       |
| 11. | «A Good Omen»                 | 5:46       |
| 12. | «Song of the Lonely Mountain» | 4:10       |
| 13. | «Dreaming of Bag End»         | 1:49       |

#### Розширене видання
Дводискове розширене видання містить шість бонус-треків та шість розширених треків.
| Диск 1 | Диск 1                 | Диск 1     |
| #      | Назва                  | Тривалість |
| ------ | ---------------------- | ---------- |
| 1.     | «My Dear Frodo»        | 8:03       |
| 2.     | «Old Friends»          | 5:00       |
| 3.     | «An Unexpected Party»  | 4:08       |
| 4.     | «Blunt the Knives»     | 1:01       |
| 5.     | «Axe or Sword?»        | 5:59       |
| 6.     | «Misty Mountains»      | 1:42       |
| 7.     | «The Adventure Begins» | 2:04       |
| 8.     | «The World is Ahead»   | 2:19       |
| 9.     | «An Ancient Enemy»     | 4:56       |
| 10.    | «Radagast the Brown»   | 6:37       |
| 11.    | «The Trollshaws»       | 2:08       |
| 12.    | «Roast Mutton»         | 4:56       |
| 13.    | «A Troll-Hoard»        | 2:38       |
| 14.    | «The Hill of Sorcery»  | 3:50       |
| 15.    | «Warg-Scouts»          | 3:02       |

| Диск 2 | Диск 2                        | Диск 2     |
| #      | Назва                         | Тривалість |
| ------ | ----------------------------- | ---------- |
| 1.     | «The Hidden Valley»           | 3:50       |
| 2.     | «Moon Runes»                  | 3:39       |
| 3.     | «The Defiler»                 | 1:14       |
| 4.     | «The White Council»           | 9:40       |
| 5.     | «Over Hill»                   | 3:42       |
| 6.     | «A Thunder Battle»            | 3:54       |
| 7.     | «Under Hill»                  | 1:54       |
| 8.     | «Riddles in the Dark»         | 5:21       |
| 9.     | «Brass Buttons»               | 7:37       |
| 10.    | «Out of the Frying-Pan»       | 5:55       |
| 11.    | «A Good Omen»                 | 5:45       |
| 12.    | «Song of the Lonely Mountain» | 6:00       |
| 13.    | «Dreaming of Bag End»         | 1:56       |
| 14.    | «A Very Respectable Hobbit»   | 1:20       |
| 15.    | «Erebor»                      | 1:19       |
| 16.    | «The Dwarf Lords»             | 2:01       |
| 17.    | «The Edge of the Wild»        | 3:34       |

## Пустка Смоґа
Альбом саундтреків до фільму «Хоббіт: Пустка Смоґа» вийшов 10 грудня 2013 року у двох виданнях — театральне та розширене. Процес створення саундтреку був задокументований у годинному фільмі із залаштункового фільмування фільму.
Оркеструванням саундтреку займалися Конрад Поп та Джеймс Сайзмор, причому диригував оркестром Конрад. У його виконанні взяли участь Новозеландський симфонічний оркестр, Гамеланський оркестр Веллінгтонського університету, хор London Voices та хор Tiffin' boy, а також вокальні та інструментальні солісти, зокрема, сопрано Грейс Девідсон та співак Ед Ширан. «I See Fire» вийшла як сингл.

### Композиції

#### Театральне видання
| Диск 1 | Диск 1                         | Диск 1     |
| #      | Назва                          | Тривалість |
| ------ | ------------------------------ | ---------- |
| 1.     | «The Quest for Erebor»         | 3:23       |
| 2.     | «Wilderland»                   | 4:56       |
| 3.     | «The House of Beorn»           | 3:42       |
| 4.     | «Mirkwood»                     | 4:27       |
| 5.     | «Flies and Spiders»            | 7:51       |
| 6.     | «The Woodland Realm»           | 4:26       |
| 7.     | «Feast of Starlight»           | 2:49       |
| 8.     | «Barrels Out of Bond»          | 1:50       |
| 9.     | «The Forest River»             | 4:54       |
| 10.    | «Bard, a Man of Lake-Town»     | 2:30       |
| 11.    | «The High Fells»               | 2:37       |
| 12.    | «The Nature of Evil»           | 3:20       |
| 13.    | «Protector of the Common Folk» | 3:36       |

| Диск 2 | Диск 2                          | Диск 2     |
| #      | Назва                           | Тривалість |
| ------ | ------------------------------- | ---------- |
| 1.     | «Thrice Welcome»                | 3:33       |
| 2.     | «Girion, Lord of Dale»          | 3:33       |
| 3.     | «Durin's Folk»                  | 2:28       |
| 4.     | «In the Shadow of the Mountain» | 2:15       |
| 5.     | «A Spell of Concealment»        | 2:51       |
| 6.     | «On the Doorstep»               | 7:46       |
| 7.     | «The Courage of Hobbits»        | 3:00       |
| 8.     | «Inside Information»            | 3:48       |
| 9.     | «Kingsfoil»                     | 2:25       |
| 10.    | «A Liar and a Thief»            | 3:40       |
| 11.    | «The Hunters»                   | 9:04       |
| 12.    | «Smaug»                         | 5:24       |
| 13.    | «My Armor is Iron»              | 5:16       |
| 14.    | «I See Fire»                    | 5:00       |
| 15.    | «Beyond the Forest»             | 5:25       |

#### Розширене видання
Розширене видання містить один бонус-трек та дванадцять розширених треків.
| Диск 1 | Диск 1                         | Диск 1     |
| #      | Назва                          | Тривалість |
| ------ | ------------------------------ | ---------- |
| 1.     | «The Quest for Erebor»         | 3:22       |
| 2.     | «Wilderland»                   | 4:56       |
| 3.     | «A Necromancer»                | 2:54       |
| 4.     | «The House of Beorn»           | 4:52       |
| 5.     | «Mirkwood»                     | 5:31       |
| 6.     | «Flies and Spiders»            | 9:35       |
| 7.     | «The Woodland Realm»           | 5:14       |
| 8.     | «Feast of Starlight»           | 2:48       |
| 9.     | «Barrels Out of Bond»          | 1:50       |
| 10.    | «The Forest River»             | 5:10       |
| 11.    | «Bard, a Man of Lake-Town»     | 3:18       |
| 12.    | «The High Fells»               | 3:38       |
| 13.    | «The Nature of Evil»           | 3:20       |
| 14.    | «Protector of the Common Folk» | 3:35       |

| Диск 2 | Диск 2                          | Диск 2     |
| #      | Назва                           | Тривалість |
| ------ | ------------------------------- | ---------- |
| 1.     | «Thrice Welcome»                | 3:33       |
| 2.     | «Girion, Lord of Dale»          | 4:15       |
| 3.     | «Durin's Folk»                  | 3:04       |
| 4.     | «In the Shadow of the Mountain» | 2:15       |
| 5.     | «A Spell of Concealment»        | 3:22       |
| 6.     | «On the Doorstep»               | 7:46       |
| 7.     | «The Courage of Hobbits»        | 3:00       |
| 8.     | «Inside Information»            | 3:48       |
| 9.     | «Kingsfoil»                     | 2:25       |
| 10.    | «A Liar and a Thief»            | 3:41       |
| 11.    | «The Hunters»                   | 9:55       |
| 12.    | «Smaug»                         | 6:29       |
| 13.    | «My Armor is Iron»              | 5:16       |
| 14.    | «I See Fire»                    | 5:00       |
| 15.    | «Beyond the Forest»             | 5:25       |

## Битва п'яти воїнств
Альбом саундтреків до фільму «Хоббіт:Битва п'яти воїнств» вийшов 8 грудня 2014 року. Вийшло як театральне, так і розширене видання. Партитуру виконали Новозеландський симфонічний оркестр та Гамеланський оркестр Веллінгтонського університету, як це було для Спустошення Смауга. Вокальні партії виконував Лондонський хор London Voices та сопрано Грейс Девідсон. Біллі Бойд, який зіграв Перегріна Тука, написав і записав пісню «The Last Goodbye».

### Композиції

#### Театральне видання
| Диск 1 | Диск 1                        | Диск 1     |
| #      | Назва                         | Тривалість |
| ------ | ----------------------------- | ---------- |
| 1.     | «Fire and Water»              | 5:57       |
| 2.     | «Shores of the Long Lake»     | 4:01       |
| 3.     | «Beyond Sorrow and Grief»     | 2:50       |
| 4.     | «Guardians of the Three»      | 5:14       |
| 5.     | «The Ruins of Dale»           | 3:39       |
| 6.     | «The Gathering of the Clouds» | 4:07       |
| 7.     | «Mithril»                     | 3:08       |
| 8.     | «Bred for War»                | 3:19       |
| 9.     | «A Thief in the Night»        | 4:14       |
| 10.    | «The Clouds Burst»            | 4:12       |
| 11.    | «Battle for the Mountain»     | 4:38       |

| Диск 2 | Диск 2                 | Диск 2     |
| #      | Назва                  | Тривалість |
| ------ | ---------------------- | ---------- |
| 1.     | «The Darkest Hour»     | 5:31       |
| 2.     | «Sons of Durin»        | 4:23       |
| 3.     | «The Fallen»           | 4:56       |
| 4.     | «Ravenhill»            | 5:47       |
| 5.     | «To the Death»         | 5:13       |
| 6.     | «Courage and Wisdom»   | 5:09       |
| 7.     | «The Return Journey»   | 4:16       |
| 8.     | «There and Back Again» | 4:19       |
| 9.     | «The Last Goodbye»     | 4:05       |
| 10.    | «Ironfoot»             | 5:03       |

#### Розширене видання
Дводискове розширене видання містить два бонус-треки та п'ять розширених треків.
| Диск 1 | Диск 1                        | Диск 1     |
| #      | Назва                         | Тривалість |
| ------ | ----------------------------- | ---------- |
| 1.     | «Fire and Water»              | 5:57       |
| 2.     | «Shores of the Long Lake»     | 4:01       |
| 3.     | «Beyond Sorrow and Grief»     | 4:11       |
| 4.     | «Guardians of the Three»      | 5:47       |
| 5.     | «The Ruins of Dale»           | 3:39       |
| 6.     | «The Gathering of the Clouds» | 5:52       |
| 7.     | «Mithril»                     | 3:08       |
| 8.     | «Bred for War»                | 3:19       |
| 9.     | «A Thief in the Night»        | 4:14       |
| 10.    | «The Clouds Burst»            | 4:12       |
| 11.    | «Battle for the Mountain»     | 4:38       |

| Диск 2 | Диск 2                 | Диск 2     |
| #      | Назва                  | Тривалість |
| ------ | ---------------------- | ---------- |
| 1.     | «The Darkest Hour»     | 5:31       |
| 2.     | «Sons of Durin»        | 4:23       |
| 3.     | «The Fallen»           | 4:56       |
| 4.     | «Ravenhill»            | 5:47       |
| 5.     | «To the Death»         | 7:22       |
| 6.     | «Courage and Wisdom»   | 5:09       |
| 7.     | «The Return Journey»   | 4:16       |
| 8.     | «There and Back Again» | 4:19       |
| 9.     | «The Last Goodbye»     | 4:05       |
| 10.    | «Ironfoot»             | 6:11       |
| 11.    | «Dragon-sickness»      | 3:51       |
| 12.    | «Thrain»               | 3:24       |